# Карстенс, Вильгельм
Вильгельм Карстенс (нем. Wilhelm Carstens; 29 января 1869 — 12 февраля 1941) — немецкий гребец, бронзовый призёр летних Олимпийских игр 1900.
Карстенс входил на Играх в состав третьей немецкой команды четвёрок, которая не смогла пройти в финал по основной квалификации, однако его команда, и ещё две сборные устроили свой финальный заплыв, который признаётся МОКом. Карстенс в том финале занял третье место.